# Raja undulata
A raia-curva (Raja undulata) é uma espécie de raia e peixe cartilagíneo encontrada no Mediterrâneo e no Atlântico Leste desde o sul da Irlanda e Inglaterra até ao Golfo da Guiné. É encontrada em áreas com vasa ou areia e pode ocorrer em profundidades de até 200 metros, embora prefira zonas menos profundas. É considerada uma espécie ameaçada devido à pesca excessiva.

## Descrição
A raia-curva tem o corpo em forma de disco, triangular na frente e quase circular na parte posterior, e dentículos dérmicos desenvolvidos como espinhos para proteção. Os espinhos medianos são dispersos nos adultos e regulares nos juvenis. Os machos possuem uma fileira de espinhos de cada lado, enquanto as fêmeas possuem três. Os olhos são de tamanho médio e seguidos de espiráculos. A boca situa-se na superfície ventral e é ligeiramente arqueada, seguida de cinco pares de pequenas fendas branquiais. A cauda é tão longa quanto o corpo e possui duas barbatanas dorsais bem separadas perto da extremidade posterior, geralmente com dois espinhos entre elas. A coloração da superfície dorsal varia do castanho claro ao citrino ou cinzento, com faixas onduladas mais escuras e numerosas manchas brancas pequenas. A parte anterior da cabeça e margens são frequentemente mais claras e com manchas escuras. A zona ventral é branco-creme com margem acinzentada. Normalmente pesa cerca de 4.5 kg, mas pode atingir até 10 kg e 1 metro de comprimento.

## Distribuição e habitat
Esta espécie tem uma distribuição irregular e descontínua no nordeste do Atlântico. É encontrada desde o sul da Irlanda e Inglaterra até ao Senegal, e no Mediterrâneo ocidental. É globalmente incomum, mas pode ser abundante localmente, principalmente no noroeste da Irlanda, no lado oriental do Canal da Mancha e perto da costa sul de Portugal. Também está presente esporadicamente no norte do Mar Mediterrâneo. Geralmente é encontrada em fundos arenosos, vasosos ou detríticos, em profundidades de 50–200 m desde as zonas costeiras até ao talude continental superior, sendo possível encontrá-la em águas mais rasas.

## Biologia

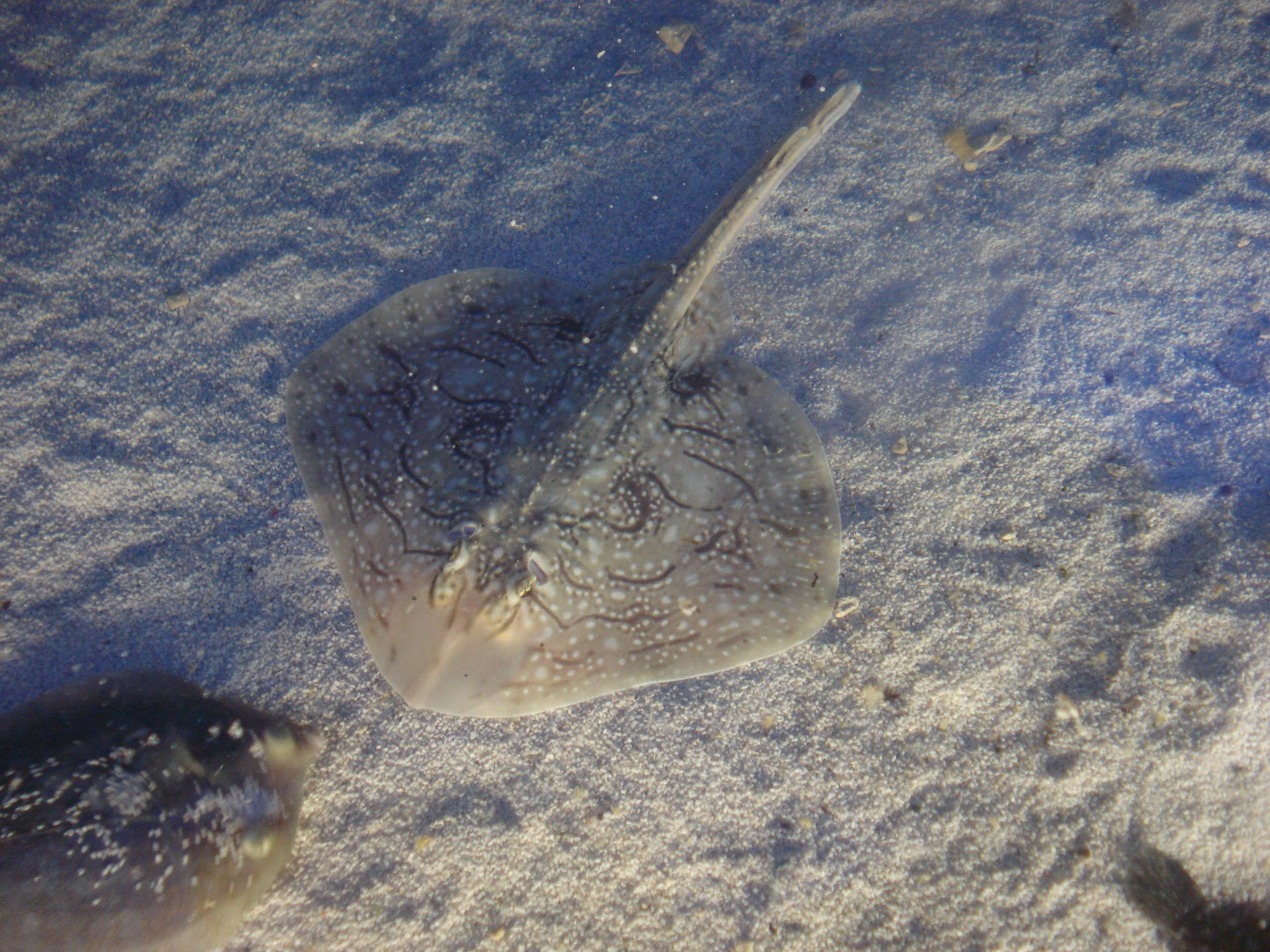
Juvenil de Raja undulata no Aquário de Génova

Existem poucos dados sobre a biologia desta espécie. Usando vértebras como marcadores de crescimento, estima-se uma expectativa máxima de vida de 21 a 23 anos. É um peixe cartilagíneo ovíparo. As fêmeas põem ovos de março a setembro. Os ovos são cápsulas pretas rígidas e coriáceas, com filamentos nos quatro cantos, conhecidas pelo nome de "bolsa de sereia" (assim como as cápsulas dos ovos de outras raias, ratões e tubarões).Os ovos geralmente têm entre 72 e 90 mm de comprimento e 42 a 52 mm de largura. Estas "bolsas" costumam aparecer nas praias após o mau tempo, embora geralmente cheguem vazias, pois a raia juvenil já eclodiu.

## Dieta
A raia-curva come pequenos peixes, crustáceos, moluscos e outras espécies do macrobentos.

## Interação humana
Como outras espécies bentónicas de tamanho semelhante, a raia-curva é capturada incidentalmente ou intencionalmente pela pesca comercial usando redes de arrasto, redes de emalhar e palangres. É comum em aquários públicos, onde se dá relativamente bem.

## Proteção
Devido à sua maturidade sexual tardia e à baixa taxa de crescimento populacional, a raia-curva é extremamente vulnerável à pesca. No Atlântico Norte, as populações diminuíram drasticamente nos mares da Irlanda, não existindo já registos de capturas desta espécie no Canal da Mancha. Desde 2009, é ilegal manter a bordo raia curva nas águas da UE devido a preocupações com a redução do tamanho das unidades populacionais. Quaisquer indivíduos capturados devem ser devolvidos ilesos, se possível.

## Reprodução
Durante um estudo constatou-se que o índice gonadossomático para as fêmeas era maior no inverno, o que significa que esta espécie se reproduz nesta estação. As fêmeas atingem a maturidade mais tarde, e com maior tamanho, quando comparadas com os machos.